# Lydia Maria Adams DeWitt
Lydia Maria Adams DeWitt nascuda Lydia Maria Adams (Flint, Michigan, EUA, 1 de febrer de 1859 - Winters, Texas, 10 de març de 1928), va ser una patòloga experimental i investigadora de la quimioteràpia de la tuberculosi estatunidenca.
El 1878 es va casar amb Alton D. DeWitt, un professor, de qui se separaria anys més tard, el 1898. DeWitt es va llicenciar en medicina el 1898 per la Universitat de Michigan, lloc on va ensenyar anatomia fins al 1908. Posteriorment, va impartir classes a la Universitat Estatal de Michigan entre 1908 i 1910. Posteriorment, com a instructora de patologia a la Facultat de Medicina de la Universitat Washington a Saint Louis entre 1910 i 1912, a la Universitat de Chicago entre 1912 i 1926, moment en el qual es retiraria a causa de la seva salut, amb problemes d'hipertensió arterial crònica i arterioesclerosi.
DeWitt fou especialment coneguda pels seus estudis sobre la patologia de la tuberculosi. Va analitzar els vincles de colorants i metalls tòxics per al tractament potencial de la tuberculosi, i les seves investigacions van establir l'estàndard per a estudis posteriors que van portar a l'èxit del tractament de la malaltia. També va realitzar investigacions influents sobre l'anatomia del sistema nerviós i sobre pràctiques de salut pública.
Fou membre de l'Sprague Institute des del 1918. I entre 1924 i 1925 ocupà el càrrec de presidenta de la Chicago Pathological Society.
Entre les seves nombroses publicacions destaquen la coautoria dels estudis “Chemotherapy of Tuberculosis” (1893) i The Chemistry of Tuberculosis (1893).